# Avenue Hubert-Germain
L'avenue Hubert-Germain, anciennement avenue Bugeaud, est une voie du 16e arrondissement de Paris, en France.

## Situation et accès

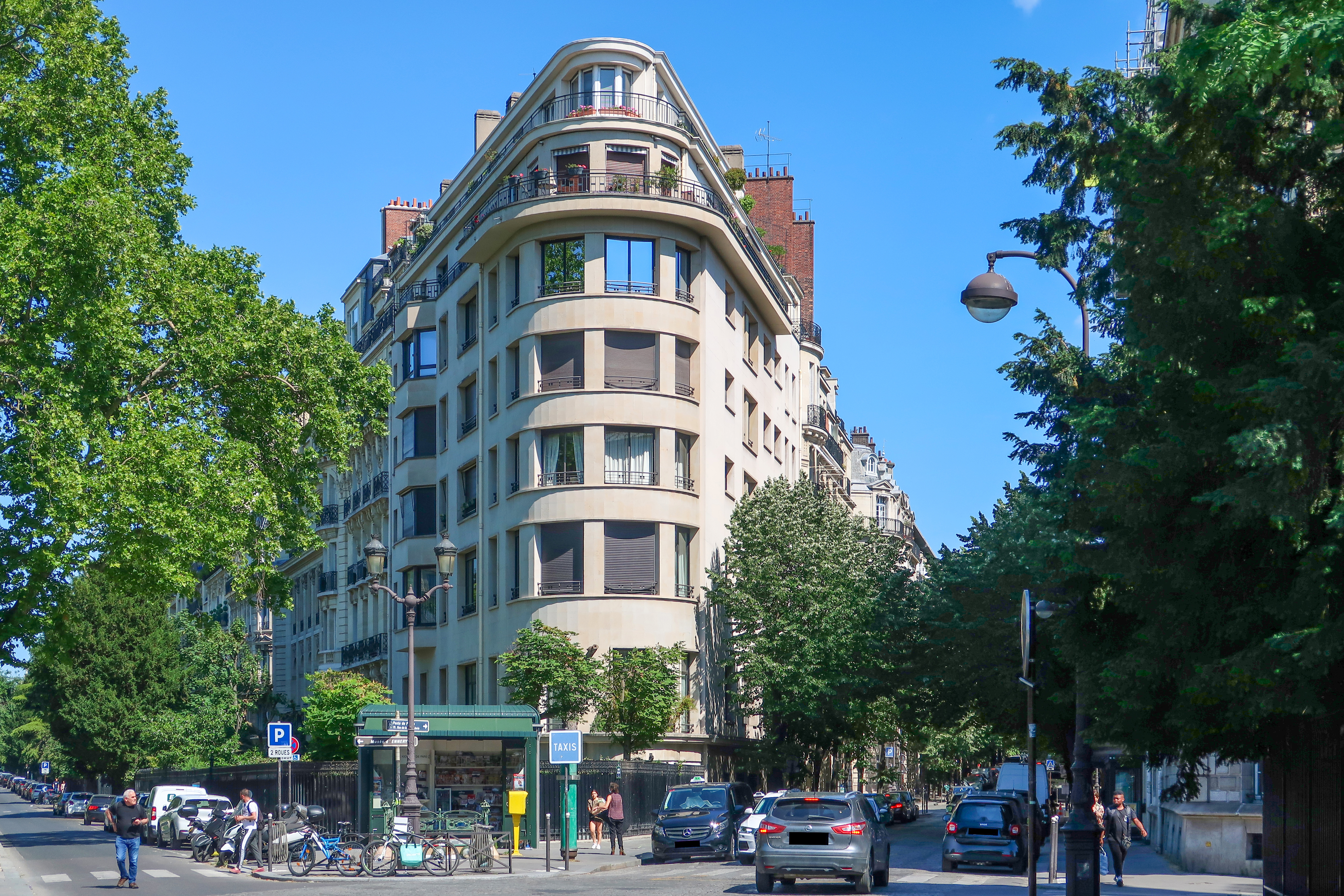
Immeuble au croisement de l'avenue Foch et de l'avenue Bugeaud.

L'avenue Hubert-Germain est une voie publique située dans le 16e arrondissement de Paris. Elle débute au 8, place Victor-Hugo et se termine au 77, avenue Foch.
L’avenue est desservie par la ligne 2, aux stations Porte Dauphine et Victor Hugo.

## Origine du nom
L'avenue portait jusqu'en juillet 2024 le nom du maréchal Thomas Robert Bugeaud (1784-1849). Les violences qu'il ordonne contre la rébellion menée par l’émir Abd El-Kader dans le cadre de la conquête de l'Algérie, notamment les enfumades, font que le renommage de l'avenue est régulièrement évoqué.
Mi-décembre 2023, le Conseil de Paris adopte un vœu pour changer la dénomination de l'avenue, d’ici à l’été 2024, qui prendrait le nom d'« avenue Hubert-Germain », résistant et homme politique. La délibération est adoptée par le Conseil de Paris au mois de juillet 2024, entérinant la nouvelle dénomination.

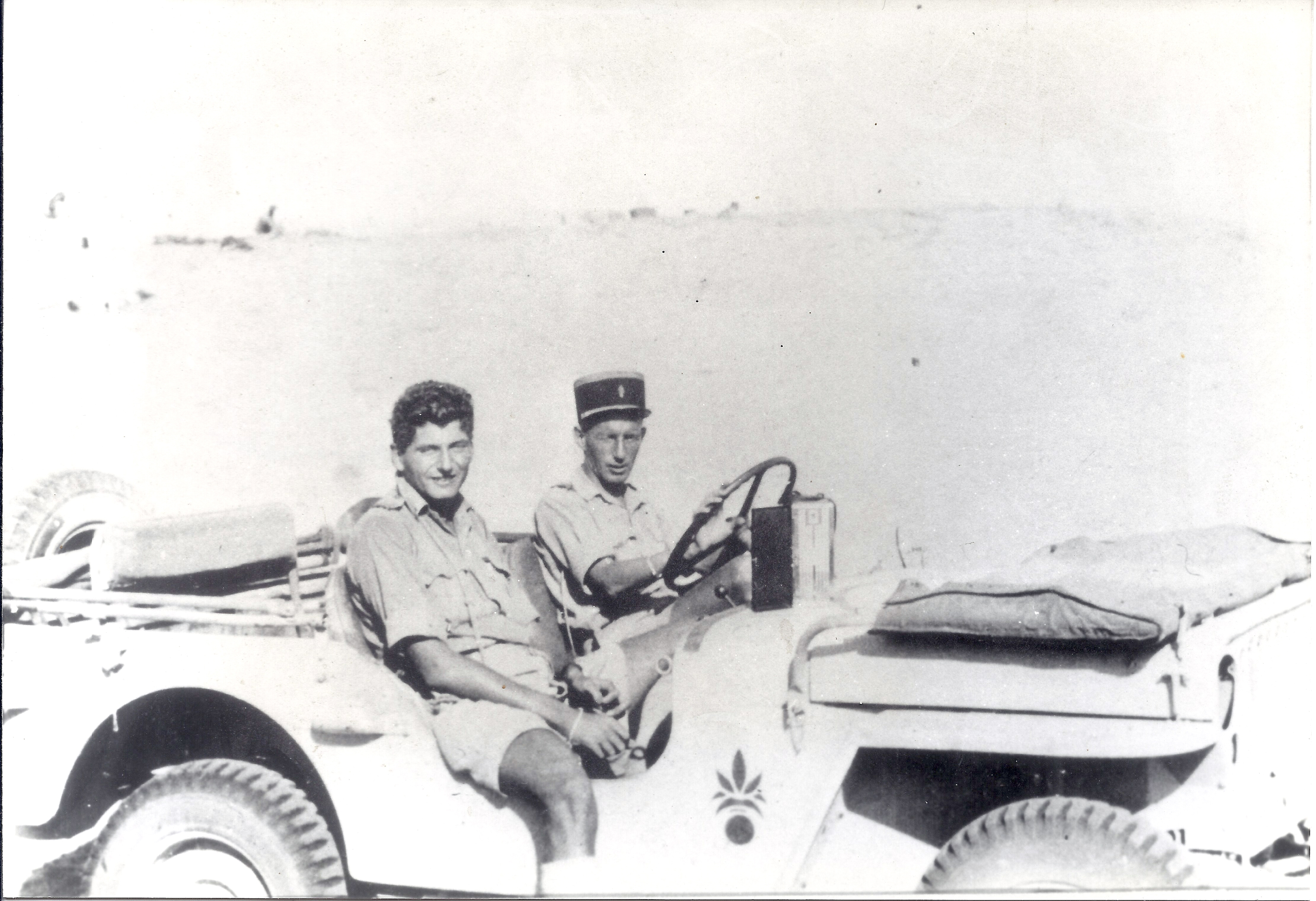
Hubert Germain en octobre 1942 à El Alamein, avec le capitaine Paul Arnault au volant.
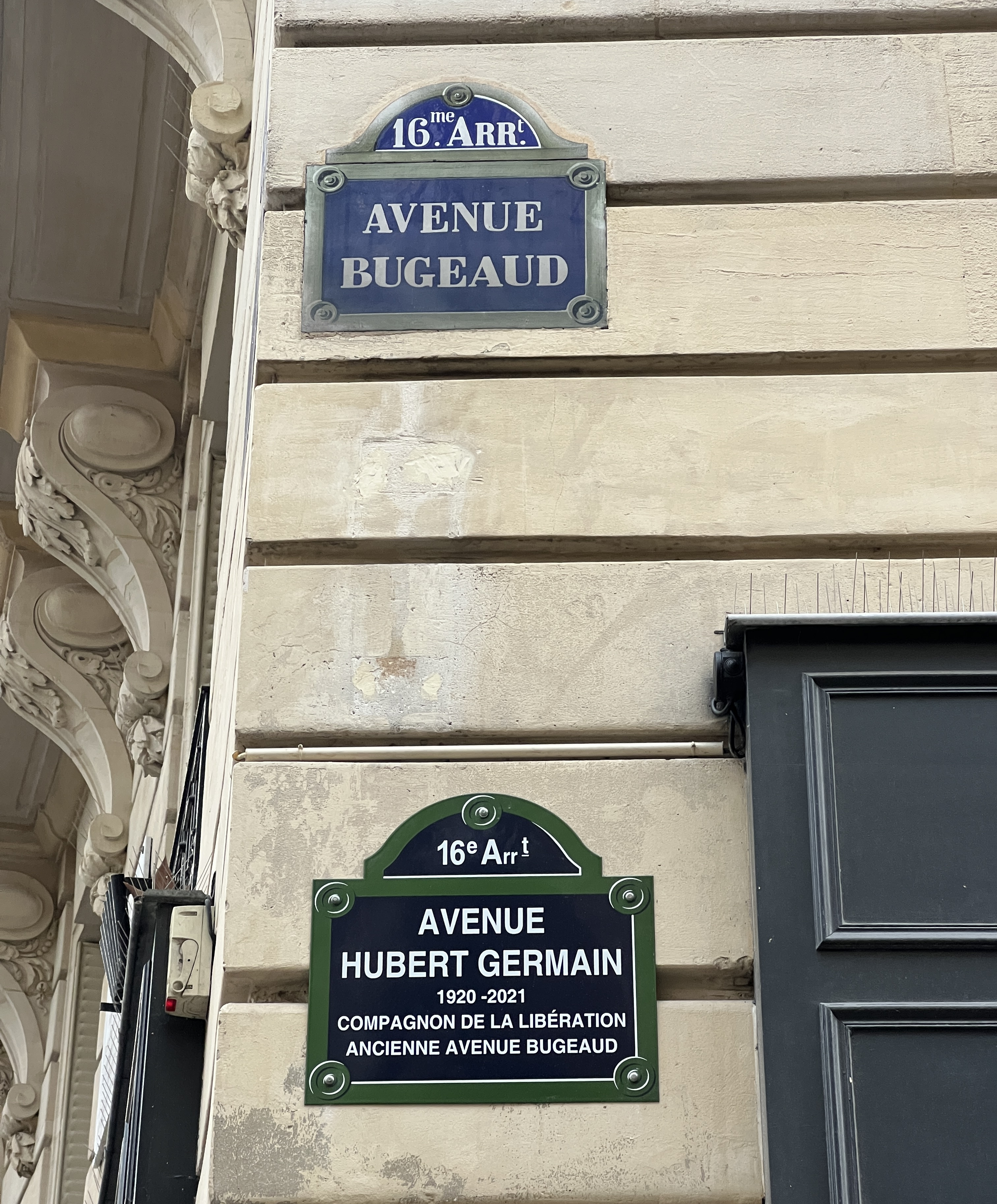
Plaques avec l'ancien et le nouveau noms de la voie.

## Historique

### L'avenue Dauphine
Cette voie de l'ancienne commune de Passy et de la commune de Neuilly était appelée initialement « avenue Dauphine », en l'honneur de « Madame Royale », dauphine de France.
En 1854, elle est prolongée par le segment actuellement compris entre la rue Spontini et l'avenue Foch, lors du percement de cette dernière, alors « avenue de l'Impératrice ».

#### L'Hippodrome

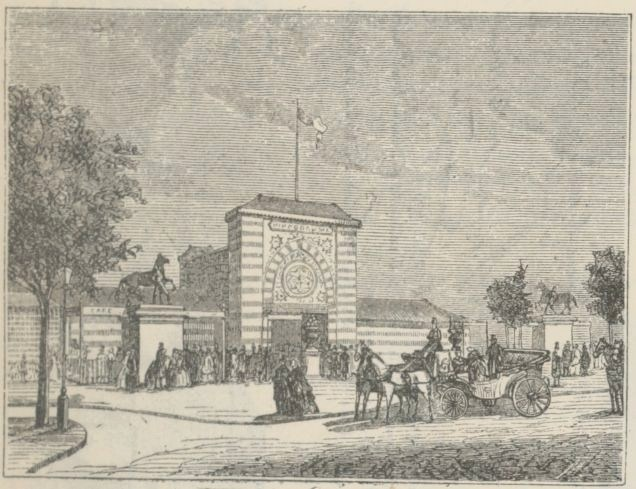
Entrée de l'Hippodrome (1856-1869).

Depuis 1845 et jusqu'en 1855, durant dix années, existait place de l'Étoile un très vaste et célèbre lieu de spectacles parisiens en plein air : l'Hippodrome.
Le réaménagement de la place de l’Étoile obligea l'Hippodrome à déménager, et, le 10 juin 1856, il rouvrit sur la future place Victor-Hugo, appelée alors « rond-point de la Plaine de Passy », puis « place d'Eylau ». Son entrée se trouvait avenue de la Dauphine (aujourd'hui avenue Hubert-Germain). L'architecte de ce nouvel Hippodrome était Gabriel Davioud.
L'Hippodrome disparut treize ans plus tard, dans un incendie survenu dans la nuit du 29 au 30 septembre 1869.

### L'avenue Bugeaud
La voie est classée dans la voirie parisienne par un décret du 23 mai 1863. Elle prend alors le nom de Bugeaud, en hommage au maréchal Thomas Robert Bugeaud. Le Second Empire remercie ainsi le désistement du général en faveur de Louis-Napoléon Bonaparte, lors de l'élection présidentielle de 1848.
En raison des massacres de civils commis par Bugeaud lors de la conquête coloniale de l'Algérie, l'hommage qui lui est rendu par cette odonymie est critiquée par plusieurs associations antiracistes. Le mouvement s'est accentué depuis le meurtre de George Floyd, un Afro-Américain étouffé par un policier blanc aux États-Unis en 2020. Le 19 mars 2021, l'association SOS Racisme mène une opération de détournement des plaques de rues, qui sont alors renommées « avenue du criminel Bugeaud » ou « avenue des enfumades ».

### L'avenue Hubert-Germain
En décembre 2023, le Conseil de Paris vote le renommage de l'avenue Bugeaud en « avenue Hubert-Germain » courant 2024,. La délibération est adoptée par le Conseil de Paris au mois de juillet 2024, entérinant la nouvelle dénomination. L'avenue renommée est officiellement inaugurée le 14 octobre 2024 par la maire Anne Hidalgo.
Sa dénomination rend ainsi hommage au dernier survivant des Compagnons de la Libération, résistant rallié à la France Libre, homme politique et ancien ministre, Hubert Germain (1920-2021).

## Bâtiments remarquables et lieux de mémoire
- La comédienne Hélène Chauvin a habité un hôtel particulier de cette avenue[12],[13].
- En 1928, la chanteuse et danseuse Joséphine Baker possède entre l'avenue Bugeaud et la rue du Général-Clergerie une maison qu'elle souhaite faire rénover. L'architecte Adolf Loos conçoit alors pour elle un immeuble de quatre étages, « un bunker strié de bandes noires » décrit Libération, au cœur duquel se trouve une piscine. Le projet, qui possède de fortes connotations érotiques, ne se fait finalement pas[14],[15].
- No 1 : le polémiste et homme politique Henri Rochefort a habité à cette adresse à partir de 1910[1], d'où son convoi funéraire pour le cimetière de Montmartre est d'ailleurs parti trois ans plus tard[16].
- No 3 : dernière demeure de Joséphine Getting, créatrice du service social à l’hôpital. Durant la Seconde Guerre mondiale, elle aide à sauver des enfants juifs. Elle est déportée et assassinée à Auschwitz.
- No 11 (angle de la rue du Général-Clergerie) : immeuble construit pour la meneuse de revue Joséphine Baker par l’architecte Jean Fidler en 1932[17].
- No 20 : le 19 août 1944, lors des combats de la Libération, les résistants Louis Brelet, Jean Chayet et Jean Fouqué sont arrêtés par des Allemands boulevard Richard-Wallace (Neuilly-sur-Seine), alors qu'ils étaient allés en side-car à Suresnes chercher des armes. Ils sont fusillés à proximité, dans le jardin de la villa Windsor. Leurs dépouilles sont ensuite transportées dans un garage situé 20 avenue Bugeaud, aménagé en poste de la Croix-Rouge[18],[19],[20].

En 1962 débutent les travaux de construction d'un établissement scolaire privé catholique, inauguré l'année suivante par l'archevêque de Paris Maurice Feltin : l'école maternelle et élémentaire Saint-François. Le site, appartenant à la paroisse, accueillait auparavant un dispensaire.
- No 25 : rue Dosne, voie privée.
- No 29 : hôtel Roxoroid de Belfort[22], construit en 1912 par l’architecte André Arfvidson, signé en façade. D’une superficie de 726 m2, il est mis à prix 225 000 francs en 1911[23]. Le ministre du Brésil en France s’y installe en 1919[24].
- Nos 30-34 : c'est ici que se trouvait l'emplacement du hangar transformé en Skating Palais, salle de patinage inaugurée le 23 avril 1876 et considérée comme l’une des plus belles du monde[25].
- No 34 : ambassade du Nicaragua en France.
- No 35 : le compositeur Paul Misraki y vit entre 1963 et 1998.
- No 43 : Saint James Paris, hôtel de luxe et club privé.
- No 55 : après la Seconde Guerre mondiale, le jeune Serge Gainsbourg y vit avec ses parents.
  - Domicile, en 1890, du peintre Paul César Helleu. Stéphane Mallarmé lui dédie le poème :

Au cinquante-cinq, avenue

Bugeaud, ce gracieux Helleu

Peint d'une couleur inconnue

Entre le délice et le bleu

Vers de circonstances, les Loisirs de la Poste (XLVI), 1920.
- No 57 : ancien hôtel particulier construit en 1891 par l’architecte Fernand Delmas, remarquable notamment pour son oriel disposé asymétriquement supportant un petit balcon[27].
- Place du Chancelier-Adenauer, où se trouve l'hôtel Saint James Paris, anciennement bâtiment de la fondation Thiers[1].

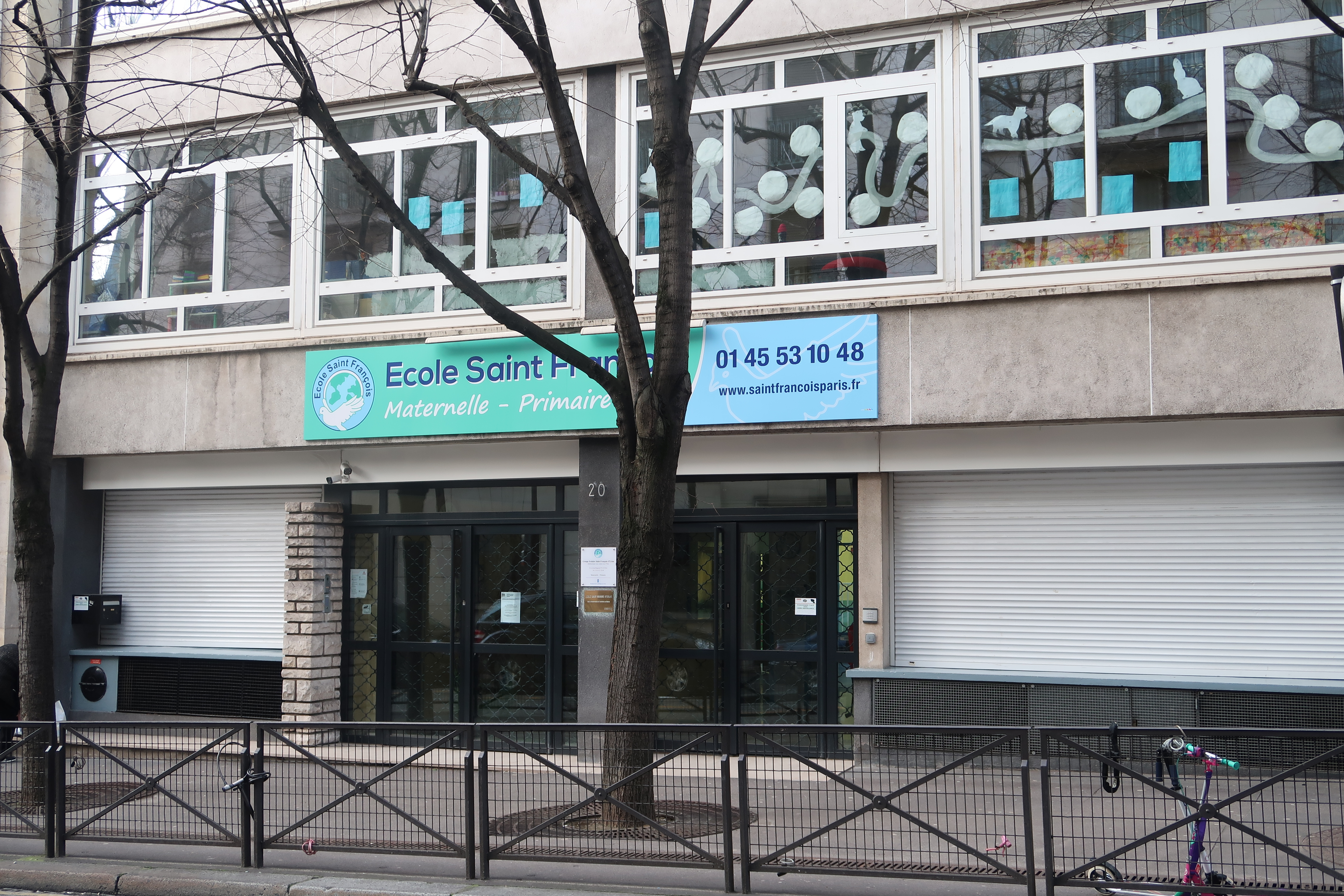
No 20 : école Saint-François.
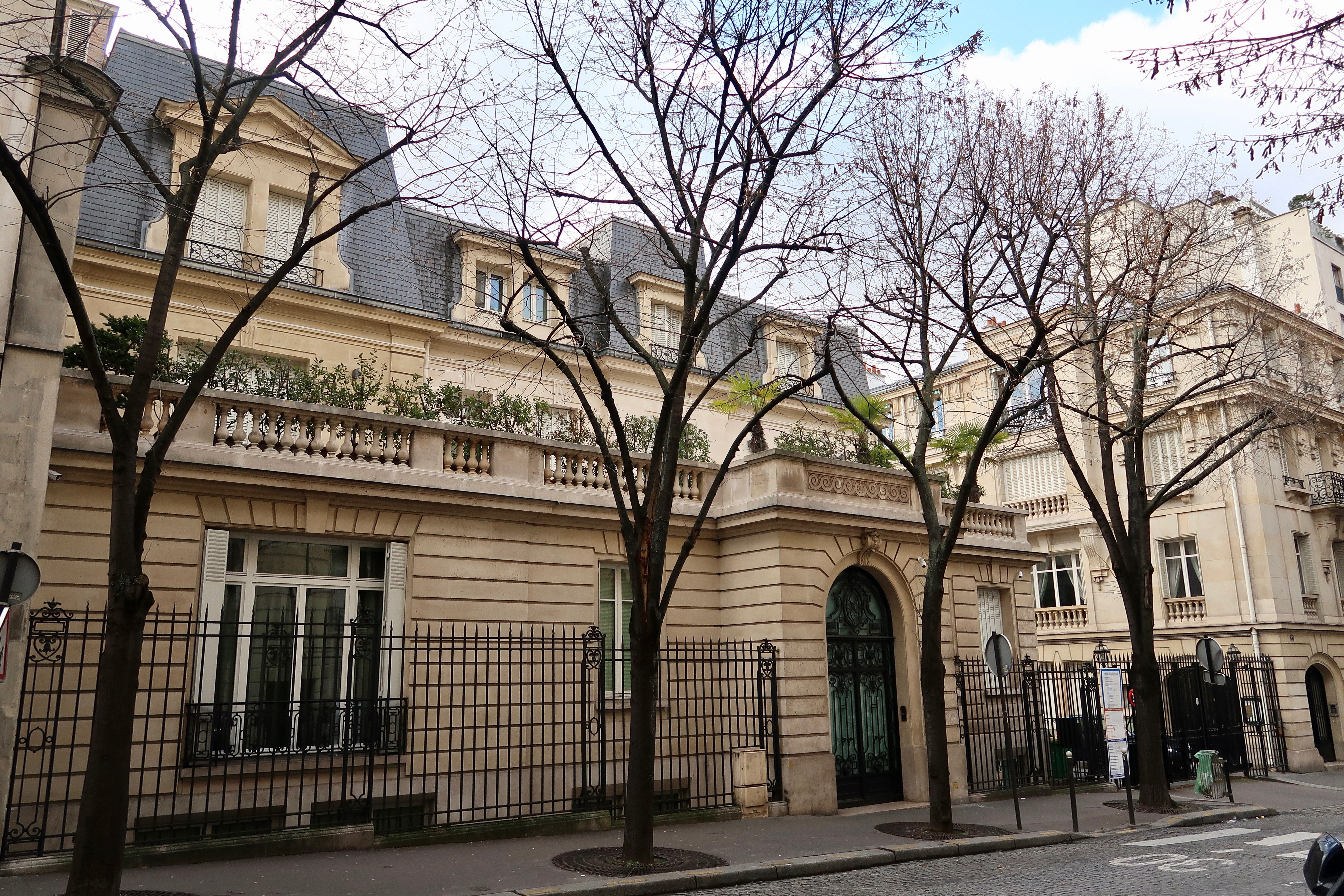
No 25.
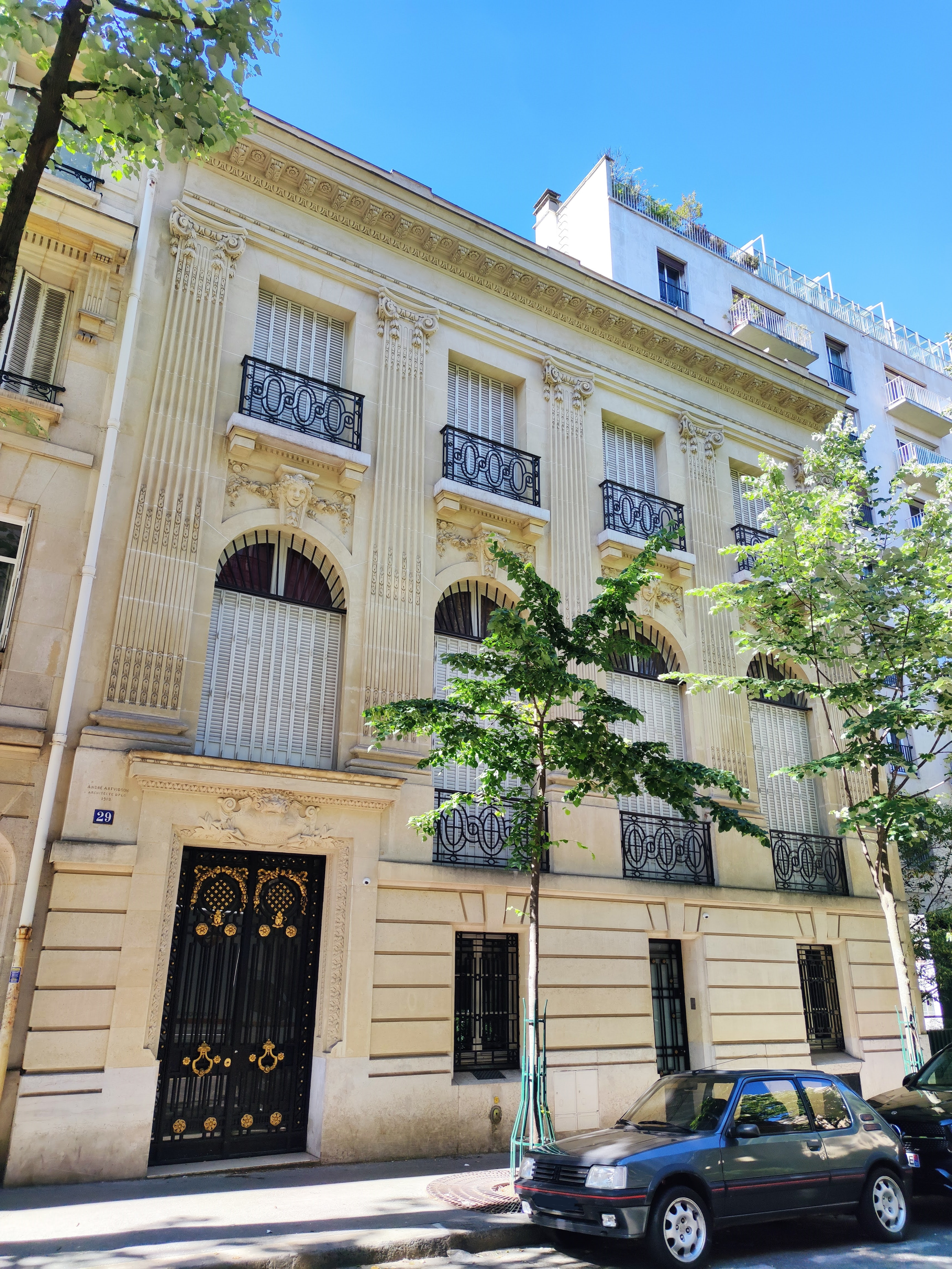
No 29.
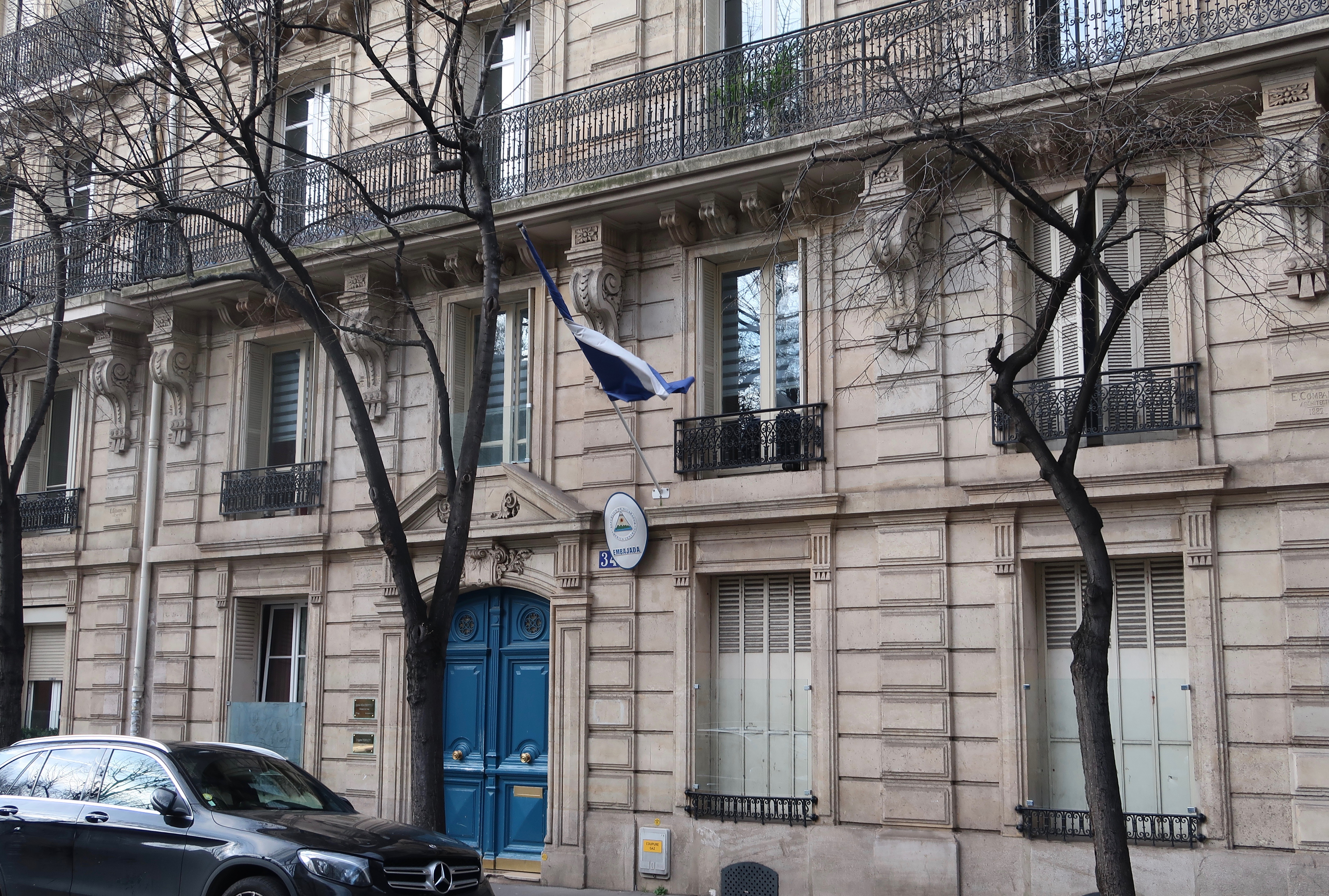
No 34 : ambassade du Nicaragua.
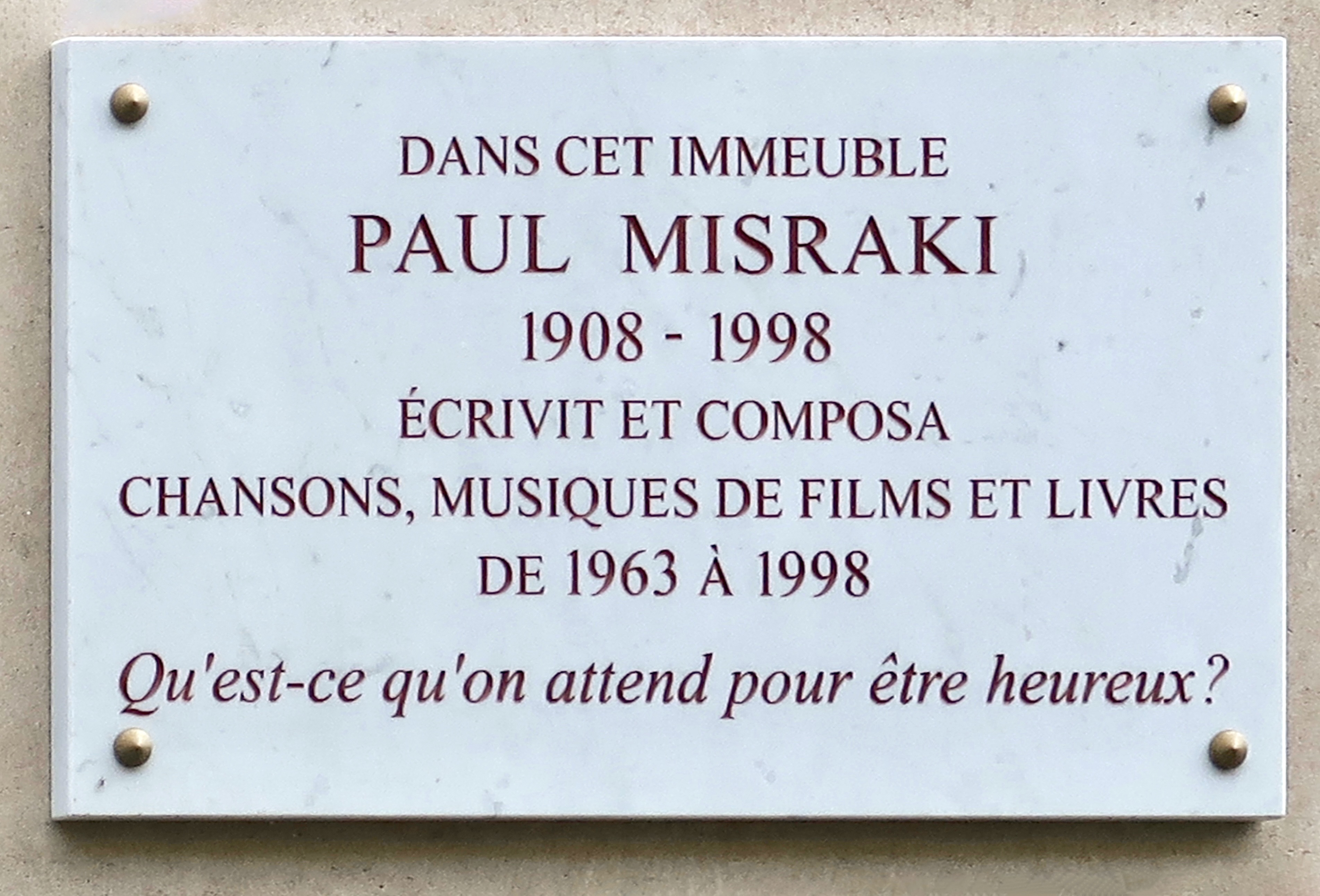
No 35 : plaque.
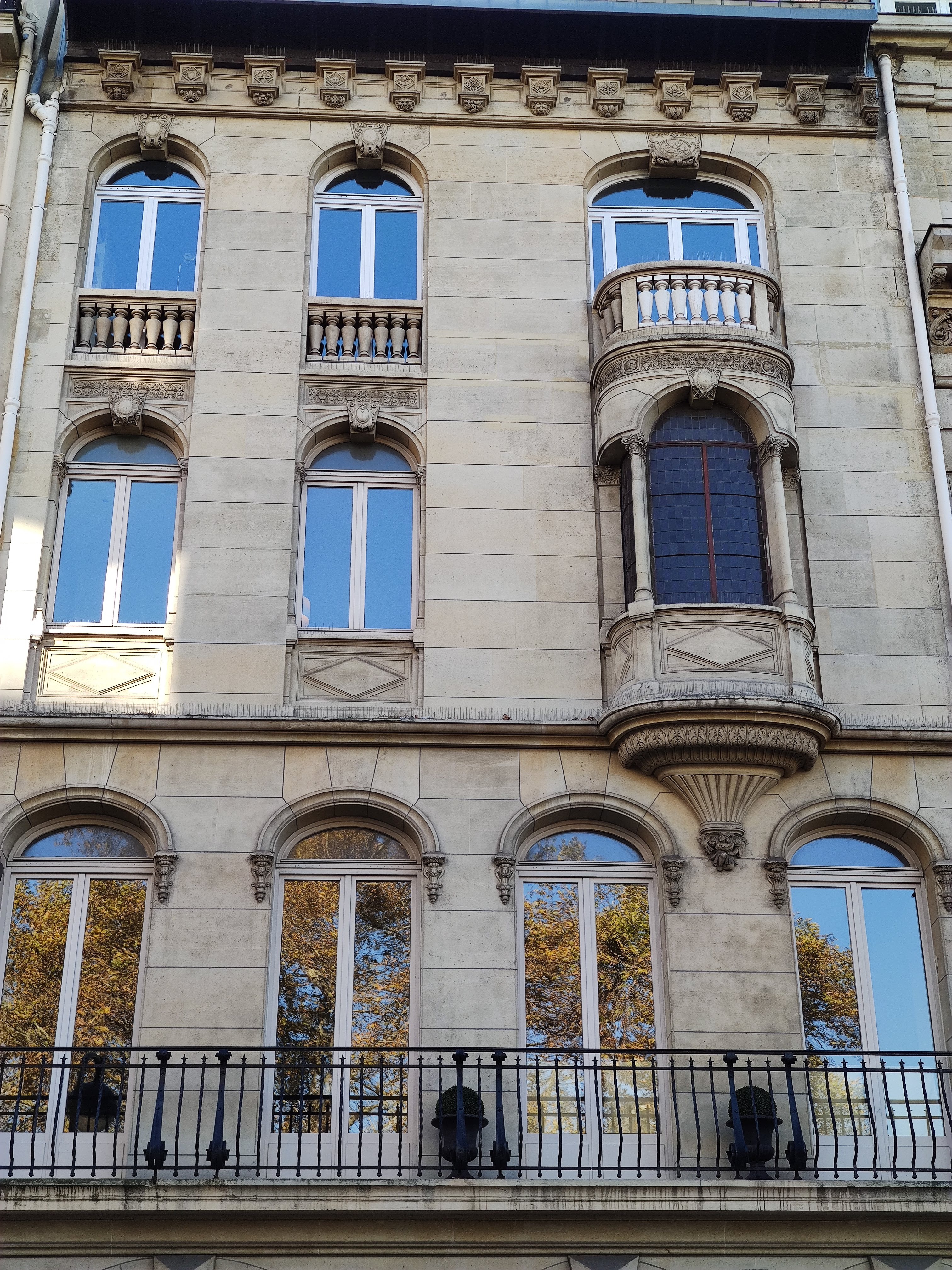
No 57.